# Beatriz de Inglaterra
Beatriz (Bordéus, 25 de junho de 1242 – Londres, 24 de março de 1275), , também conhecida como Beatriz de Dreux, foi a terceira criança e segunda menina do rei Henrique III de Inglaterra e sua esposa Leonor da Provença.

## Infância
Beatriz nasceu em Bordéus, na França, em 25 de junho de 1242, sendo a terceira criança e segunda filha do rei Henrique III de Inglaterra e Leonor da Provença. Ela foi nomeada em homenagem a sua avó materna, Beatriz de Saboia, condessa de Provença. Seus irmãos mais velhos eram Eduardo I e Margarida, e ela também tinha dois irmãos mais novos: Edmundo e Catarina.
Seu irmão Eduardo ficou seriamente doente quando ela ainda era jovem. Apesar dele ter se recuperado, sua irmã Catarina morreu deixando Henrique e Leonor muito abalados. Catarina provavelmente tinha alguma doença degenerativa e morreu aos três anos de idade.
O povo inglês não estava muito satisfeito com Henrique por causa da influência que Leonor e seus parentes saboianos tinham sobre o rei. Leonor foi atacada enquanto velejava de barca em 1263 por cidadãos londrinos. O ambiente tenso criou problemas para a família real. Por outro lado, Henrique e Leonor tinham um casamento feliz e Beatriz cresceu em um ambiente amoroso e bem próxima dos irmãos.

## Casamento
Em algum momento, Henrique realizou negociações para casar Beatriz com o rei da França, também recusando uma proposta de casá-la com o filho do rei da Noruega. Aos dezoito anos de idade, ela se casou com João de Dreux, Conde de Richmond e herdeiro do ducado da Bretanha. Beatriz mais tarde mudou seu nome para Beatriz de Dreux e teve seis filhos com o marido: Artur, João, Maria, Pedro, Branca e Leonor.

## Vida adulta
Existem poucas informações sobre as atividades de Beatriz, porém seu casamento com João foi importante por ajudar a forjar uma aliança com a França e colocar o Condado de Richmond sob o "escudo inglês".
Havia grande oposição a Henrique na Inglaterra durante seu reinado. Na época Simão de Montfort, 6.° Conde de Leicester, queria tirar do rei alguns de seus poderes para entregá-los aos barões, sendo necessário para Henrique fortalecer seu governo através de casamentos com pessoas úteis. Margarida, sua primeira filha, havia se casado com o rei Alexandre III da Escócia e o casamento de Beatriz com João, que controlava o Condado de Richmond, deu ao rei mais apoio e poder.

## Morte
Beatriz morreu em 24 de março de 1275 em Londres, três anos após seu pai. João honrou a esposa construindo uma capela para ela. Beatriz foi enterrada na Igreja de Greyfriars em Londres. Seu marido se tornou Duque da Bretanha onze anos após sua morte, assim ela nunca foi Duquesa da Bretanha. Seus descendentes incluem as rainhas Isabel Woodville e Ana de Cleves.